# Râul Neagra Șarului
Râul Neagra Șarului este un afluent al râului Bistrița. 